# آویویم
آویویم (به عبری: אֲבִיבִים) یک موشاو در اسرائیل است.